# Barragem Passagem das Traíras
A Barragem Passagem das Traíras é uma das mais importantes barragens do Rio Grande do Norte. Faz parte do conjunto de barragens da bacia do rio Piranhas-Açu, tendo barrado o rio Seridó. Situa-se na fronteira dos municípios de São José do Seridó, Jardim do Seridó e Caicó. Ela é o quarto maior reservatório da região do Seridó. Seu nome faz referência a um peixe comum na caatinga, a traíra.
A barragem é utilizada para abastecimento de água para a zona urbana de Jardim do Seridó e zona norte de Caicó; irrigação, defesa contra as cheias, atividades recreativas e criação de peixes.

## Considerações técnicas

### Barragem
A construção da barragem foi dada por terminada em 1994, sob a direção do Departamento de Estradas de Rodagem do Rio Grande do Norte, tendo como proprietário a Secretaria de Estado de Recursos Hídricos do Rio Grande do Norte.
A barragem é de concreto, por gravidade. A altura máxima acima da fundação é de 25 metros. A cota do coroamento é de 5 m, e o comprimento do coroamento é de 458 m.

### Bacia
A bacia hidráulica localiza-se numa área de precipitação média anual de 600 mm.  O nível de pleno armazenamento (NPA) é de 193,32 m, e o nível de máxima cheia (NMC) de 122,00 m. A área da bacia ao nível de pleno armazenamento é de 1.042,90 ha. A capacidade total é 49.702.393,65 m³, mas apresenta como volume morto 924.598,00 m³.

### Sangradouro
A barragem dispõe de um descarregador de cheias tipo Perfil Creager. A cota da crista da soleira do sangradouro é de 193,32 m, sendo que a respectiva lâmina máxima atinge os 5,51m. O caudal máximo descarregado é de 7600,00 m³/s.